# Qian Du
Qian Du ou Ch'ien Tu ou Ts'ien Tou, de son vrai nom: Qian Yu, surnom: Shumei, nom de pinceau: Songhu est un peintre et sculpteur de chevaux, de genre, de paysages, de fleurs et calligraphe chinois des XVIIIe et XIXe siècles, né en 1763 à Qiantang (province du Zhejiang) et mort en 1844 à Paris.

## Biographie
Qian Du est un peintre et calligraphe qui est connu pour ses représentations de fleurs dans le style de Yun Shouping et ses paysages dans celui de Wen Zhengming.

Il est l'auteur de plusieurs ouvrages sur la peinture, parmi lesquels le Songhu Huayi, court recueil de propos à bâtons rompus, rédigé dans sa vieillesse. On y trouve consigné d'une part son expérience de praticien, en particulier une analyse pénétrante de la technique des points, et d'autre part, divers jugements sur la peinture dont l'intérêt documentaire est d'être caractéristique des préjugés d'école régnant à l'époque: c'est ainsi qu'il condamne les œuvres de l'école Ma-Xia (vers 1190-1230).

## Musées
- Osaka (Mus. mun.):
  - Pavillon dans les bambous sur le Mont Yushan, signée et datée 1813.